# Apeadero Hospital Cuenca Alta Néstor Kirchner
Hospital Cuenca Alta Néstor Kirchner es un apeadero ferroviario, ubicado en Cañuelas, Provincia de Buenos Aires, Argentina. Fue inaugurada el día 22 de septiembre de 2023.

## Características principales
Tiene dos andenes enfrentados de 220 m de longitud, una boletería (en el lado oeste), un paso peatonal subterráneo y edificios operativos.

## Ubicación
Se encuentra en el cruce de las rutas provinciales 6 y 205, 700 metros al oeste del apeadero Levene.

## Servicios
La estación corresponde al Ferrocarril General Roca de la red ferroviaria argentina, y es una estación intermedia más del ramal que conecta Ezeiza con Cañuelas. Es una de las cuatro estaciones anunciadas en 2021 para su construcción.

## Diagrama
| Plataforma Sur   |                                                             |
| Vía 1            | Trenes a Cañuelas provenientes de Ezeiza (próxima Cañuelas) |
| Vía 2            | Trenes a Ezeiza provenientes de Cañuelas (próxima Levene)   |
| Plataforma Norte |                                                             |